# 13642 Ricci
13642 Ricci eller 1996 HX är en asteroid i huvudbältet som upptäcktes den 19 april 1996 av den italiensk-amerikanske astronomen Paul G. Comba vid Prescott-observatoriet. Den är uppkallad efter den italienske matematikern Gregorio Ricci-Curbastro.
Asteroiden har en diameter på ungefär 10 kilometer.